# Kanton Morestel
Morestel ist seit 1790 ein Kanton im Arrondissement La Tour-du-Pin im Département Isère der Region Auvergne-Rhône-Alpes in Frankreich. Hauptort ist Morestel.

## Gemeinden
Der Kanton besteht aus 23 Gemeinden mit insgesamt 38.953 Einwohnern (Stand: 2022) auf einer Gesamtfläche von 345,56 km²:
| Gemeinde                       | Einwohner 1. Januar 2022 | Fläche km² | Dichte Einw./km² | Code INSEE | Postleitzahl |
| ------------------------------ | ------------------------ | ---------- | ---------------- | ---------- | ------------ |
| Arandon-Passins                | 1.858                    | 26,14      | 71               | 38297      | 38510        |
| Bouvesse-Quirieu               | 1.493                    | 17,51      | 85               | 38054      | 38390        |
| Brangues                       | 620                      | 11,67      | 53               | 38055      | 38510        |
| Charette                       | 435                      | 11,26      | 39               | 38083      | 38390        |
| Corbelin                       | 2.368                    | 12,00      | 197              | 38124      | 38630        |
| Courtenay                      | 1.288                    | 32,08      | 40               | 38135      | 38510        |
| Creys-Mépieu                   | 1.576                    | 28,99      | 54               | 38139      | 38510        |
| La Balme-les-Grottes           | 1.157                    | 14,61      | 79               | 38026      | 38390        |
| Le Bouchage                    | 648                      | 11,20      | 58               | 38050      | 38510        |
| Les Avenières Veyrins-Thuellin | 7.699                    | 41,56      | 185              | 38022      | 38630        |
| Montalieu-Vercieu              | 3.508                    | 8,66       | 405              | 38247      | 38390        |
| Morestel                       | 4.416                    | 8,03       | 550              | 38261      | 38510        |
| Optevoz                        | 877                      | 12,00      | 73               | 38282      | 38460        |
| Parmilieu                      | 727                      | 12,83      | 57               | 38295      | 38390        |
| Porcieu-Amblagnieu             | 1.792                    | 15,80      | 113              | 38320      | 38390        |
| Saint-Sorlin-de-Morestel       | 613                      | 5,38       | 114              | 38458      | 38510        |
| Saint-Victor-de-Morestel       | 1.142                    | 13,13      | 87               | 38465      | 38510        |
| Sermérieu                      | 1.642                    | 17,14      | 96               | 38483      | 38510        |
| Soleymieu                      | 849                      | 13,36      | 64               | 38494      | 38460        |
| Vasselin                       | 462                      | 3,85       | 120              | 38525      | 38890        |
| Vertrieu                       | 605                      | 4,59       | 132              | 38539      | 38390        |
| Vézeronce-Curtin               | 2.217                    | 14,37      | 154              | 38543      | 38510        |
| Vignieu                        | 961                      | 9,40       | 102              | 38546      | 38890        |
| Kanton Morestel                | 38.953                   | 345,56     | 113              | 3817       | –            |

Bis zur Neuordnung bestand der Kanton Morestel aus den 18 Gemeinden Arandon, Les Avenières, Le Bouchage, Bouvesse-Quirieu, Brangues, Charette, Courtenay, Creys-Mépieu, Montalieu-Vercieu, Morestel, Passins, Porcieu-Amblagnieu, Saint-Sorlin-de-Morestel, Saint-Victor-de-Morestel, Sermérieu, Vasselin, Veyrins-Thuellin und Vézeronce-Curtin.

## Veränderungen im Gemeindebestand seit der landesweiten Neuordnung der Kantone
2017: Fusion Arandon und Passins → Arandon-Passins
2016: Fusion Les Avenières und Veyrins-Thuellin → Les Avenières Veyrins-Thuellin